# È sbarcato un marinaio (film 1958)
È sbarcato un marinaio (Onionhead), è un film statunitense del 1958 diretto da Norman Taurog.

## Trama
Ambientato nel periodo dell'inizio della seconda guerra mondiale, il protagonista, Alvin, si arruola nella marina statunitense dopo essere stato rifiutato dalla fidanzata. Militare nella guardia costiera, conosce in un bar Stella, giovane donna di cui si innamora; il rapporto non ha però un futuro poiché la ragazza è fidanzata col superiore di Alvin, "Red". L'Attacco di Pearl Harbor cambia infine le prospettive di ognuno.